# Conchylodes salamisalis
Conchylodes salamisalis là một loài bướm đêm trong họ Crambidae.